# 官澤村
官澤村是浙江省湖州市吳興區埭溪鎮下辖的一个行政村，位於埭溪鎮東北，南面、東面與上強村接壤，北部與茅塢村相連，西部與小羊山村毗鄰，104國道橫貫東西，把官澤分為南北兩個部分，北部基本上以山地為主，南面地貌大多是平原。
全村共有11個生產小組，共有331戶人家，人口1159人。經濟基本上以種植水稻、油菜、竹木種植為主，近年來生豬養殖業呈現了較快的發展，並形成了一個主流的規模產業。全村有中小型企業7家，豐華礦業、匯豐木業、綠色建材等，國道兩側維修服務業比較發達。2008年工農業產值10087萬元，集體經濟收入50萬元，人均收入8000多元。

## 外部連結
- 吳興區埭溪鎮官澤村[永久]